# Challenger de Colina 2022
El Copa LP Chile 2022 fue un torneo de tenis profesional jugado en canchas de tierra batida. Fue la 5ª edición del torneo y formó parte de los Torneos WTA 125s en 2022. Se llevó a cabo en Colina, Chile, entre el 7 de noviembre al 13 de noviembre de 2022.

## Cabezas de serie

### Individuales
| Tenista          | Ranking | Preclasificada |
| Mayar Sherif     | 51      | 1              |
| Danka Kovinić    | 79      | 2              |
| Julia Grabher    | 84      | 3              |
| Tamara Zidanšek  | 87      | 4              |
| Sara Errani      | 104     | 5              |
| Su-jeong Jang    | 116     | 6              |
| Victoria Jiménez | 124     | 7              |
| Emma Navarro     | 136     | 8              |

- Ranking del 31 de octubre de 2022

### Dobles
| Tenista                        | Ranking | Preclasificada |
| Yana Sizikova Aldila Sutjiadi  | 104     | 1              |
| Mayar Sherif Tamara Zidanšek   | 158     | 2              |
| Tímea Babos Ekaterine Gorgodze | 174     | 3              |
| Andrea Gámiz Eva Vedder        | 211     | 4              |

## Campeonas

### Individuales femeninos
Mayar Sherif venció a  Kateryna Baindl por 3–6, 7–6(3), 7–5

### Dobles femenino
Yana Sizikova /  Aldila Sutjiadi vencieron a  Mayar Sherif /  Tamara Zidanšek por 6–1, 3–6, [10–7]